# 韋珍
韋 珍（い ちん、435年 - 508年）は、北魏の官僚・軍人。字は霊智。本貫は京兆郡杜陵県。韋閬の族弟にあたる。

## 経歴
安西府従事中郎の韋尚の子として生まれた。京兆王拓跋子推に仕えて常侍を初任とし、尚書南部郎に転じた。
孝文帝の初年、南方の少数民族の首長の桓誕が北魏に帰順すると、桓誕は東荊州刺史に任じられた。韋珍は使となり、桓誕とともに少数民族たちを招慰することとなった。韋珍は懸瓠の西から300里あまり入り、桐柏山にいたり、淮水の源流に到達した。淮水の源流には古い祠堂があって、少数民族の習俗では人身御供を捧げてこれを祭っていた。韋珍はそこで「天地明霊はすなわちこれ民の父母である。どうして子の肉の味を甘しとする父母がいるだろうか。今より以後は酒肉をもって代用すべきである」と暁に告げた。少数民族たちは誓約に従って風習を改めた。韋珍はおよそ7万戸あまりを招降し、郡県を置いて帰還した。左将軍・楽陵鎮将に任じられ、霸城子の爵位を受けた。
南朝斉の司州の民の謝天蓋が司州刺史を自称し、司州ごと北魏に帰順したいと申し出てきた。事は漏れて、謝天蓋は斉の将軍の崔慧景の包囲を受けた。韋珍は勅命を受け在鎮の士馬を率いて援軍に赴くこととなった。斉の蕭道成は韋珍がやってくると聞いて、将軍の苟元賓を派遣して淮水に拠って迎撃させた。そこで韋珍は鉄馬を分遣し、上流でひそかに淮水を渡らせ、自らは歩兵を率いて苟元賓の軍と会戦した。歩兵が交戦を開始すると、回り込んだ甲騎が到着して、苟元賓の軍の腹背を襲い、これを撃破した。謝天蓋はほどなく側近に殺害され、司州は崔慧景に降った。韋珍は勝利に乗じて進軍し、さらに崔慧景を破った。降伏させた民7000戸あまりを内地に移し、城陽郡・剛陵郡・義陽郡の3郡を置くよう上表した。韋珍は比陽に移鎮するよう孝文帝に命じられた。斉の雍州刺史の陳献達が軍を率いて比陽に進攻してきた。城中の将士はみな出戦を望んだが、韋珍は「堅守して敵の鋭気をくじき、敵の疲弊を待ってからこれを撃っても遅くはない」といって、守城の方針を採用した。韋珍の軍は城に拠って抗戦し、多くの敵兵を殺傷した。対峙すること12日、韋珍らは夜間に城門を開いて陳献達の軍を攻撃し、敵を潰走させた。功により爵位を進めて侯となった。
太和17年（493年）、孝文帝が南征するにあたって、韋珍は便宜の策を上書し、辺境での閲歴が長く要害を知り尽くしていることを自ら述べて、先鋒を志願した。韋珍は隴西公源懐の下で衛大将軍府長史をつとめ、太保の斉郡王拓跋簡の下に転じてその長史となった。さらに献武将軍・郢州刺史となり、州で名声を上げて、朝廷に称賛された。韋珍は龍驤将軍に転じ、驊騮（紅色の駿馬）2匹・帛50匹・穀物300斛を賜った。韋珍は州内の独身の貧者を集めて、賜物をみな分与した。まもなく平南将軍・荊州刺史の任を加えられ、尚書の盧淵とともに赭陽を攻撃した。斉の将軍の垣歴生や蔡道貴に敗れて免官され、郷里に帰った。後に孝文帝が樊郢を攻撃すると、韋珍は中軍大将軍・彭城王元勰の長史として再び起用された。沔北が平定されると、韋珍は建威将軍となり、魯陽郡太守に試用された。
太和23年（499年）、孝文帝が再び南征の軍を発すると、途中で魯陽郡に立ち寄った。韋珍は中塁将軍の号を加えられ、正式に魯陽郡太守とされた。韋珍は帝に従って済水に達した。孝文帝は「朕はこのほど戎車に再び乗り、卿はつねに中軍で補佐してくれた。今日の挙にあっては、また卿と同行したかった。しかし3羽のカラスは険悪で、卿でなくては守りきれまい」といって、韋珍に帰還を命じた。孝文帝は行宮で死去したが、その死は秘密にされたまま南征軍は帰途についた。韋珍が魯陽郡に到着して、ようやく帝の崩御が公表された。韋珍は洛陽に召還されて、中散大夫に任じられた。まもなく鎮遠将軍・太尉諮議参軍の任を加えられた。永平元年（508年）、韋珍は死去した。享年は74。鎮遠将軍・南青州刺史の位を追贈された。諡は懿といった。

## 子女
- 韋纘（字は遵彦）[9][10]
- 韋彧（字は遵慶）[11][12]
- 韋朏（字は遵献）[11][13]

## 伝記資料
- 『魏書』巻45 列伝第33
- 『北史』巻26 列伝第14